# 乐山镇 (遵义市)
乐山镇，是中华人民共和国贵州省遵义市播州区下辖的一个乡镇级行政单位。

## 行政区划
乐山镇下辖以下地区：
乐山居社区、乐山村、后箐村、瓮海村、浒洋水村、新华村和新土村。